# Vereinigte Protestantische Kirche Frankreichs
Die Vereinigte Protestantische Kirche Frankreichs (französisch Église protestante unie de France, kurz EPUdF) ist ein Zusammenschluss der beiden klassischen evangelischen Kirchen im Land (außer Département Moselle und Elsass). Im Mai 2012 beschlossen die Synoden der Reformierten Kirche von Frankreich und der Evangelisch-Lutherischen Kirche von Frankreich in Belfort, dass ihre Kirchen eine Union eingehen, und verabschiedeten die Verfassung der gemeinsamen Kirche. Schon zuvor arbeiteten die beiden Kirchen im Französischen Evangelischen Kirchenbund zusammen.
Am 1. Januar 2013 trat die Union in Kraft. Die neugegründete unierte Kirche hat rund 272.000 Mitglieder, davon entstammen rund 250.000 der reformierten Tradition, viele davon im Süden Frankreichs (Okzitanien). Das entspricht 0,4 Prozent der Gesamtbevölkerung Frankreichs. In der neuen Kirche arbeiten 424 reformierte und 32 lutherische Pastoren. Die Mehrheit der Lutheraner lebt im Großraum Paris und im Gebiet von Montbéliard.
In der Kirche werden Männer und Frauen ordiniert. Seit Mai 2015 ist die Trauung gleichgeschlechtlicher Paare kirchenrechtlich erlaubt.
Wie die beiden Vorgängerkirchen ist die neue unierte Kirche Mitglied der Gemeinschaft Evangelischer Kirchen in Europa (GEKE).
Der Vereinigung gehören aus konkordatsrechtlichen Gründen nicht die lutherische und die reformierte Kirche in Elsass-Lothringen (Départements Haut-Rhin, Bas-Rhin und Moselle) an, die einen eigenständigen Status haben. Diese hatten sich schon 2006 zur Union Protestantischer Kirchen von Elsass und Lothringen zusammengeschlossen.

## Organisatorische Struktur

Regionen der Vereinigten Protestantischen Kirche:

Die Vereinigte protestantische Kirche Frankreichs ist organisatorisch in neun Regionen eingeteilt, deren Grenzen sich überwiegend, aber nicht ausschließlich an den Départementsgrenzen orientieren:
- Centre-Alpes-Rhône
- Cévennes-Languedoc-Roussillon
- Est-Montbéliard
- Nord-Normandie
- Ouest
- Provence-Alpes-Corse-Côte d’Azur
- Région parisienne réformée
- Inspection luthérienne de Paris
- Sud-Ouest

## Kirchenpräsidenten
- Laurent Schlumberger,[4] 2013–2017
- Emmanuelle Seyboldt, 2017–2025
- Christian Baccuet, seit 2025